# 奧羅拉鎮區 (密蘇里州勞倫斯縣)
奧羅拉鎮區（英語：Aurora Township）是位於美國密蘇里州勞倫斯縣的一個行政鎮區。

## 地方資料
奧羅拉鎮區的面積為99.70平方千米，當中陸地面積為99.33平方千米，而水域面積為0.37平方千米。根據2020年美國人口普查的數據，當地共有人口9149人，而人口密度為每平方千米91.77人。